# 3173 McNaught
3173 McNaught (1981 WY) là một tiểu hành tinh vành đai chính được phát hiện ngày 24 tháng 11 năm 1981 bởi E. Bowell ở Flagstaff (AM).
Tênd in honor thuộc Robert H. McNaught.